# شهرستان دولوو
شهرستان دولوو (به بلغاری: Dulovo Municipality) یک شهرستان در بلغارستان است که در استان سیلیسترا واقع شده‌است. شهرستان دولوو ۵۶۶٫۳۳ کیلومتر مربع مساحت و ۲۸٬۸۶۰ نفر جمعیت دارد.